# Batalla de Alepo (2024)
El 29 de noviembre de 2024, el grupo opositor sirio Tahrir al-Sham, junto con grupos aliados respaldados por Turquía    en el Comando de Operaciones Militares, ingresaron a la ciudad de Alepo, controlada por el gobierno sirio . La batalla comenzó el tercer día de una ofensiva rebelde a gran escala . Fue la primera vez que estallaron combates en la ciudad desde la batalla anterior,  que comenzó en 2012 y terminó en 2016, cuando la administración de Assad expulsó a los rebeldes de la ciudad.   
El 30 de noviembre de 2024, los grupos de oposición capturaron la mayor parte de la ciudad en medio del colapso de las fuerzas pro gubernamentales.   Coincidiendo con la toma de Alepo a la velocidad del rayo, los rebeldes avanzaron hacia el campo del norte de Hama ;  toda la ciudad de Hama finalmente cayó en manos de los rebeldes el 5 de diciembre.

## Antecedentes
Después de la batalla de 2012 a 2016, las fuerzas del gobierno sirio no desarrollaron ni aumentaron las defensas militares de la ciudad, aunque las fuerzas rebeldes continuaron operando al oeste de Alepo. En cambio, los grupos pro gubernamentales se involucraron en actos de corrupción y, por lo tanto, no estaban bien preparados para grandes ataques insurgentes. 
El 27 de noviembre de 2024, grupos de oposición sirios liderados por Tahrir al-Sham lanzaron una ofensiva contra las fuerzas progubernamentales en el noroeste de Siria. La ofensiva, la primera de este tipo por parte de cualquiera de las partes en el conflicto desde el alto el fuego de Idlib en marzo de 2020, resultó en la rápida captura de docenas de aldeas por parte de las fuerzas de oposición. Durante la ofensiva, los rebeldes habrían tomado 70 sitios en las provincias de Alepo e Idlib y unos 10.000 civiles huyeron de los combates hacia la zona rural de Idlib, en el noroeste de Siria.   

## Fuerzas Rebeldes
El asalto rebelde a la ciudad de Alepo fue encabezado por Tahrir al-Sham (HTS),   pero también incluyó a varias otras facciones rebeldes. Entre otras, había unidades del Ejército Nacional Sirio (SNA)  como la Brigada de Tormenta del Norte, el Movimiento Nour al-Din al-Zenki y la Legión Sham .  En la operación también participaron varias milicias islamistas y yihadistas, entre ellas Ajnad al-Kavkaz,  Liwa al-Muhajireen wal-Ansar,   la División Mujahidin Ghuroba y Katibat al-Tawhid wal-Jihad .  Las fuerzas insurgentes, especialmente el HTS, estaban bien organizadas, relativamente bien equipadas y altamente motivadas.   Los rebeldes también habían enviado células durmientes para infiltrarse en la ciudad de Alepo. 
A diferencia de los rebeldes, las fuerzas pro gubernamentales en Alepo sufrían de una mala organización, una corrupción generalizada y una moral baja.   Las unidades regulares del ejército sirio carecían de suministros, se las consideraba poco confiables e incluían muchos " soldados fantasmas " en sus filas. Un coronel del ejército sirio argumentó más tarde que las tropas con base en Alepo habían dependido anteriormente de oficiales de Hezbolá e Irán para el mando operativo, pero que estos se habían retirado en gran medida de Siria en el momento de la ofensiva de la oposición. Entre la guarnición restante con base en Alepo había milicias iraquíes y algunos asesores iraníes.  El 28 de noviembre, una reunión de oficiales de alto rango en Alepo fue atacada con éxito por los rebeldes. Varios comandantes importantes, incluido el general del Cuerpo de la Guardia Revolucionaria Islámica Kioumars Pourhashemi,   murieron en el ataque, lo que afectó enormemente al liderazgo local. 

## Batalla

### Caída de Alepo
El 29 de noviembre de 2024, las fuerzas rebeldes se acercaron a las afueras de Alepo. Tomaron Khalsa, Al-Rashidin y Khan Tuman, donde el ejército abandonó cuatro tanques T-55 .  El gobierno sirio se vio abrumado por la velocidad de la ofensiva rebelde y no pudo organizar una defensa coordinada de Alepo.  A las unidades defensoras no se les proporcionó un plan coherente, sino que se les dijo que lo resolvieran por sí mismas.  Los investigadores Hassan Hassan y Michael Weiss afirmaron que las fuerzas pro gubernamentales "sufrieron un colapso total en el mando, el control y la moral". La principal unidad del ejército sirio que se encontraba en el camino de los insurgentes, el Regimiento 46, "simplemente se derrumbó".  Algunas formaciones militares, incluida la 25ª División de Fuerzas de Misiones Especiales y la Guardia Republicana, fueron enviadas apresuradamente para reforzar la ciudad y tomaron posiciones en varios lugares estratégicos como la Ciudadela de Alepo . Otras unidades pro gubernamentales se retiraron hacia el sur, como Harakat Hezbollah al-Nujaba .  Cuando los insurgentes atacaron, inicialmente pasaron por alto bastiones fuertemente fortificados como la Academia Militar y la Escuela de Artillería en favor de un avance rápido hacia las profundidades de Alepo. 
Por la tarde, los rebeldes entraron en los barrios de Hamdaniyah y Nueva Alepo de la ciudad, tras llevar a cabo un doble atentado suicida con dos coches bomba .  En la segunda mitad del día, las fuerzas de la oposición capturaron cinco distritos de la ciudad: Al-Hamdaniya, Nuevo Aleppo, 3000 Apartments, Al-Jamiliya y Salah al-Din. Se informó de enfrentamientos en otras partes de la ciudad, incluido su centro.  A medianoche, las fuerzas de la oposición habían capturado partes de los distritos de Al-Sukariyya, Al-Furqan, Al-Adhamiya y Saif al-Dawla, y afirmaron haber tomado el control de la plaza principal de Alepo.    Por esa época, los rebeldes también se acercaron al campamento de Neirab, donde la guarnición leal local, formada por tropas de Liwa al-Quds, se retiró sin organizar resistencia.  
Horas después de la incursión rebelde en los principales barrios, miles de civiles huyeron de la ciudad a través de la intersección principal de Khanasir Athriya y la mayoría se dirigió a Latakia y Salamiya. 
Las fuerzas rebeldes emitieron advertencias de evacuación pidiendo a los residentes de Alepo que se desplazaran hacia el este "por su seguridad".  Los medios estatales sirios informaron que los proyectiles lanzados por los rebeldes alcanzaron una residencia de estudiantes en la Universidad de Alepo, matando a cuatro personas, incluidos dos estudiantes. 
En la madrugada del 30 de noviembre de 2024, las fuerzas rebeldes capturaron la ciudadela de Alepo y la sede del gobierno en la ciudad,   así como "más de la mitad" de la ciudad.  Por la mañana, las fuerzas rebeldes habían tomado el control de la mayor parte de Alepo, enfrentando poca resistencia y obligando a las tropas pro gubernamentales a retirarse hacia As-Safirah .  Las fuerzas gubernamentales y las milicias iraníes mantuvieron el control de algunos barrios en el noreste de Alepo.  Las fuerzas rusas abandonaron al menos tres bases militares alrededor de la ciudad. 

### Enfrentamientos entre rebeldes sirios y los Kurdos
Las Fuerzas Democráticas Sirias lideradas por los kurdos ocuparon el Aeropuerto Internacional de Alepo y el distrito de Shaykh Najjar, tras la retirada de las fuerzas progubernamentales.  La incursión en el barrio de Sheikh Maqsoud, controlado por los kurdos, fue frustrada y tres rebeldes fueron tomados prisioneros.  Por la tarde, los rebeldes tomaron el control del aeropuerto de Alepo de manos de las SDF sin enfrentamientos.  Un ataque aéreo, al parecer llevado a cabo por aviones rusos, mató a 16 civiles e hirió a otros 20 en la ciudad.  Otros dos ataques aéreos contra refuerzos rebeldes en las afueras de la ciudad dejaron 20 combatientes muertos. 
Ese día, la Administración Autónoma del Norte y el Este de Siria (AANES) habría facilitado la entrada de 2.892 refugiados de Alepo al noreste de Siria. 
El 1 de diciembre de 2024, el HTS capturó la central térmica, la Escuela de Artillería y la Academia Militar en las afueras de la ciudad. Mientras tanto, se produjeron enfrentamientos entre el SNA y las SDF en el distrito industrial de Sheikh Najjar. Al mismo tiempo, las SDF cerraron la carretera que une las zonas de la zona rural del norte de Alepo con el centro de la ciudad de Alepo.
Más tarde ese día, en respuesta a los rápidos avances de los rebeldes en Alepo y Tell Rifaat, la AANES declaró un estado de movilización general.  Los rebeldes exigieron a las fuerzas kurdas de Alepo que se marcharan con sus armas al noreste. 
También el 1 de diciembre, la Fuerza Aérea rusa llevó a cabo un ataque aéreo contra el Hospital Universitario de Alepo, matando a 12 personas e hiriendo a dos periodistas. 
El 2 de diciembre de 2024, los rebeldes capturaron la zona industrial de Sheikh Najjar de las SDF y avanzaron más al sur de Alepo, capturando Khansir en un intento de cortar la principal ruta de suministro del ejército a la ciudad de Alepo. 

## Secuelas
El enclave kurdo dentro de la ciudad, es decir los barrios de Sheikh Maqsoud y Ashrafieh, fueron asediados por los rebeldes, y los aproximadamente 100.000 residentes se enfrentaron a "la disminución de los suministros de alimentos y la falta de servicios". Sin embargo, hasta la fecha no se ha reportado ningún desplazamiento masivo significativo. Los rebeldes renovaron su oferta a los combatientes armados de abandonar la ciudad y garantizaron su seguridad, pero pidieron a los civiles que se quedaran. 
En los días posteriores a la batalla, mientras el Gobierno de Salvación Sirio intentaba establecerse en la ciudad, los residentes de Alepo se enfrentaban a la escasez de pan y combustible y a cortes en los servicios de telecomunicaciones. 

## Reacciones
- Siria baazista: Las Fuerzas Armadas Árabes Sirias: El gobierno reconoció que los rebeldes habían tomado la ciudad, lo que le obligó a replegarse "con el objetivo de reforzar las líneas de defensa para absorber el ataque" y "preservar las vidas de civiles y soldados". También se informó de que se estaba preparando para contraatacar, mientras que las concentraciones rebeldes en el interior de la ciudad fueron blanco de ataques aéreos.
- Turquía: El ministro de Asuntos Exteriores, Hakan Fidan, reiteró que Turquía no está involucrada en los conflictos en curso en Alepo y afirmó que su gobierno está tomando las "medidas necesarias" para evitar otra crisis migratoria en su frontera.[48]